# Ted Hibberd
Thomas Edward (Ted) Hibberd (Ottawa, 22 april 1926 - Ottawa, 10 mei 2017) was een Canadees ijshockeyer.
Hibberd mocht namens Canada deelnemen aan de Olympische Winterspelen 1948. Hibberd speelde mee in alle acht de wedstrijden en trof driemaal doel, alle drie zijn doelpunten maakte Hibberd in de met 21-1 gewonnen wedstrijd tegen Italië. Met de Canadese ploeg won Hibberd de gouden medaille.